# خوسيه أوزفالدو دي ميرا بينا
خوسيه أوزفالدو دي ميرا بينا (14 مارس 1917 - 29 يوليو 2017) كاتب ودبلوماسي برازيلي كلاسيكي ليبرالي. كان أحد دعاة الليبرالية البرازيلية الكلاسيكية، والمدرسة النمساوية والمحافظة، وعضوًا في جمعية مونت بيليرين، وأحد أعظم مؤيدي دورات التخرج ومراكز الدراسة المخصصة لتحليل العلاقات الدولية في البرازيل.